# Meetkundige plaats
Een meetkundige plaats is een meetkundige figuur die wordt gevormd door de verzameling punten die voldoen aan bepaalde, gegeven voorwaarden. Onder invloed van het Engels wordt hier ook wel locus voor gebruikt. In het verlengde van het begrip verzameling werd in het verleden ook wel gesproken van meetkundige verzameling. Als een figuur wordt beschouwd als een verzameling punten, dan is de meetkundige plaats van de punten die aan een bepaalde eigenschap voldoen hetzelfde als de verzameling punten die aan die eigenschap voldoen.

## Voorbeelden

Ellips

Het snijpunt van geassocieerde lijnen en beschrijft de cirkel.

De kegelsneden kunnen eenvoudig gedefinieerd worden als meetkundige plaatsen:
- Een cirkel is de meetkundige plaats van de punten die op een gegeven afstand, de straal, van een gegeven punt, het middelpunt, liggen.
- Een ellips is de meetkundige plaats van de punten waarvan de som van de afstanden tot twee gegeven punten, de brandpunten, een gegeven constante is.
- Een hyperbool is de meetkundige plaats van de punten waarvan het verschil van de afstanden tot twee brandpunten een gegeven constante is.
- Een parabool is de meetkundige plaats van de punten met dezelfde afstand tot een gegeven lijn, de richtlijn, en een gegeven punt, het brandpunt.

Lijnen kunnen als ook meetkundige plaats worden gebruikt.
- Een bissectrice of deellijn van twee snijdende lijnen is de meetkundige plaats van de punten waarvan de afstand tot de twee lijnen gelijk is.
- Een middelloodlijn van een lijnstuk is de meetkundige plaats van de punten die op gelijke afstand liggen van de twee eindpunten van dit lijnstuk.

Een meetkundige plaats kan ook door middel van twee krommen worden bepaald, die van een parameter afhangen. Als de parameter varieert, veranderen de twee krommen en tevens het snijpunt ervan. Over het algemeen beschrijft dit snijpunt dan een baan. Die baan is de meetkundige plaats van het snijpunt van de twee geassocieerde krommen.
- De punten {\displaystyle K} en {\displaystyle L} liggen op de vaste lijn {\displaystyle m}. De lijnen {\displaystyle k} en {\displaystyle l} gaan respectievelijk door {\displaystyle K} en {\displaystyle L} en staan loodrecht op elkaar. De scherpe hoek tussen {\displaystyle m} en {\displaystyle k} is een parameter {\displaystyle a}. Als {\displaystyle a} varieert zullen de lijnen {\displaystyle k} en {\displaystyle l} veranderen. {\displaystyle k} en {\displaystyle l} zijn geassocieerde lijnen die van de parameter {\displaystyle a} afhangen. Het veranderlijk snijpunt {\displaystyle S} van {\displaystyle k} en {\displaystyle l} beschrijft een cirkel. Die cirkel is de meetkundige plaats van het snijpunt van de twee geassocieerde lijnen.
- De omhullende van een verzameling lijnen

Deze beschrijvingen gelden in het vlak. De meetkundige plaats die hier een cirkel beschrijft, zou in de ruimte een bol beschrijven en een middelloodlijn in de vlakke meetkunde kan met een middelloodvlak in de ruimtemeetkunde worden vergeleken.